# El más infeliz del pueblo
El más infeliz del pueblo es una película de Argentina en blanco y negro dirigida por Luis Bayón Herrera según su propio guion escrito en colaboración con Carlos Schlieper sobre la obra El señor Badanas de Carlos Arniches que se estrenó el 19 de marzo de 1941 y que tuvo como protagonistas a Luis Sandrini y Nélida Bilbao.

## Sinopsis
Un hombre bueno es obligado a contraer matrimonio con la hija del caudillo político y ascendido a jefe de personal en la municipalidad del pueblo.

## Reparto
- Nélida Bilbao ... Nélida
- Armando Bo ... Joven en la estación y en fiesta
- Morena Chiolo ...
- Carlos Enríquez ... Sr. Manteca
- María Goicoechea
- Tito Gómez ... Adolfo
- Iris Martorell ... Doña Gumersinda
- Ana May ... Sara del Campo y Argûelles "Sarita"
- Mirtha Montchel
- Eva Duarte
- Totón Podestá ... Calle
- Héctor Quintanilla ... Carrascosa
- Rodolfo Rocha
- Luis Sandrini ... Pantaleón Cordero Manso
- Marino Seré ... Don Tristán
- Susana Castillo
- Alberto Adhemar
- Osvaldo Miranda ... Felipe

## Comentarios
Calki opinó que "el film es sencillo y gracioso...se constituye tal como se lo propone, en un grato entretenimiento popular" en tanto Noticias Gráficas señalaba que "la atracción de la cinta finca casi exclusivamente en la labor de Luis Sandrini".